# Amalfi-part
Az Amalfi-part (Costiera Amalfitana) Nápolytól délre, a Salernói-öböl északi részén húzódik. A meredek partról rálátni a tengerre, a környéken pedig egész 1400 m magas hegyek látványa bűvölik el a látogatót. A táj kivételes szépsége már az ókorban is téma volt, bár évszázadokon keresztül csak a tengerről vagy gyalog lehetett megközelíteni.
Amalfi városa a teljes partrésznek kölcsönözte nevét. Itt jött létre Olaszország első tengeri köztársasága a 10. században, gazdag kereskedelmi kapcsolatokkal, melyek Pisa és Genova növekedése révén erősödtek meg. Az Amalfi-part a 19. században vált igazán híressé, amikor 1857-ben utak építése által a part könnyebben elérhetővé vált. Akkoriban a hely gyorsan ismertté vált és az európai művészek valamint tudósok ide vonultak vissza. A táj szépségét a kanyargós, néha túl keskeny, beborított sziklakiszögellések és meredek szakadékok fokozzák.
Az Amalfi-part és települései 1997 óta részei az UNESCO világörökségének.

## Települései
- Amalfi

A középkorban az Amalfi Köztársaság fővárosa volt és egyben az egyik legfontosabb földközi-tengeri kikötő, Salerno vetélytársa. A papírgyártó műhelyeiről és a limoncellójáról világszerte híres település ma az Olaszországba látogató turisták egyik kedvenc célpontja.
- Atrani

Amalfitól keletre, kevesebb, mint 1 km-re fekszik, egy kis öbölben a Dragone hegyi patak torkolatvidékénél, meredek sziklafalak között. Szállodák és egyéb turisztikai látványosság hiányában Atrani megőrizte eredeti arculatát. Atraniból a környéken jellegzetes meredek lépcsős utak vezetnek Ravellóba, a part mentén Castiglioneba és Minoriba.
- Cetara

Egy kis öbölben fekszik, amelyet meredek sziklafalak szegélyeznek. Vietri sul Mare szomszédságában fekszik, Amalfi városától mintegy 15 km távolságra.
- Conca dei Marini
- Maiori
- Minori
- Praiano
- Positano

Egy szurdokvölgyben fekszik, ahonnan a tengerpart könnyen megközelíthető. Az 1950-es évektől kezdte el nagy számban vonzani a turistákat, különösen azután, hogy John Steinbeck 1953 májusában esszét közölt Positanóról. „Positano mélyre hatol” – írta Steinbeck. „Álomhely, amely nem tűnik valóságosnak, amíg ott vagy, de hívogatóan valóságossá válik, ha elhagytad.” A magyar festők közül Aba-Novák Vilmos és Patkó Károly dolgoztak itt. Ma fő bevételi forrása a turizmus.
- Ravello

Az Amalfi-part egyik legjelentősebb települése. A 350 m magas Monte Torellóra települt Ravellót a 12–13. században virágoztatta fel a Rufolo család. Nekik köszönhető a székesegyház, valamint számos kisebb egyházi épület megépítése. A család egykori otthona, a Villa Rufolo ma Ravello leglátogatottabb látványossága. Kertjéből csodálatos kilátás nyílik a Salernói-öbölre. A sokáig elfeledett és szinte elnéptelenedett települést a 19. században fedezték fel ismét, festői szépségének köszönhetően. Az évente megrendezett Wagner-fesztiválnak köszönhetően a Zene városa (Città della musica) jelzővel is illetik.
- Scala
- Tramonti
- Vietri sul Mare

## Galéria

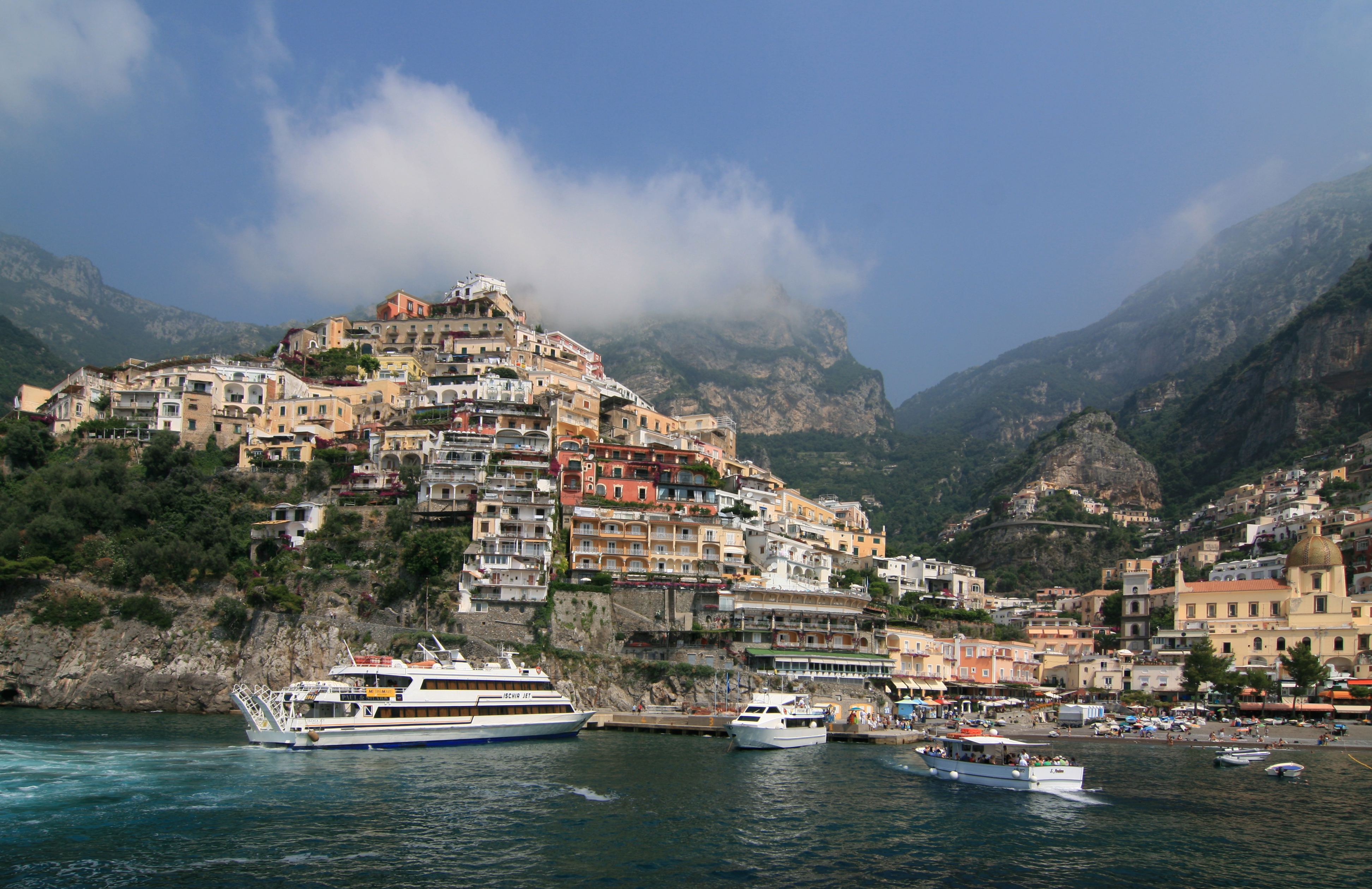
Positano
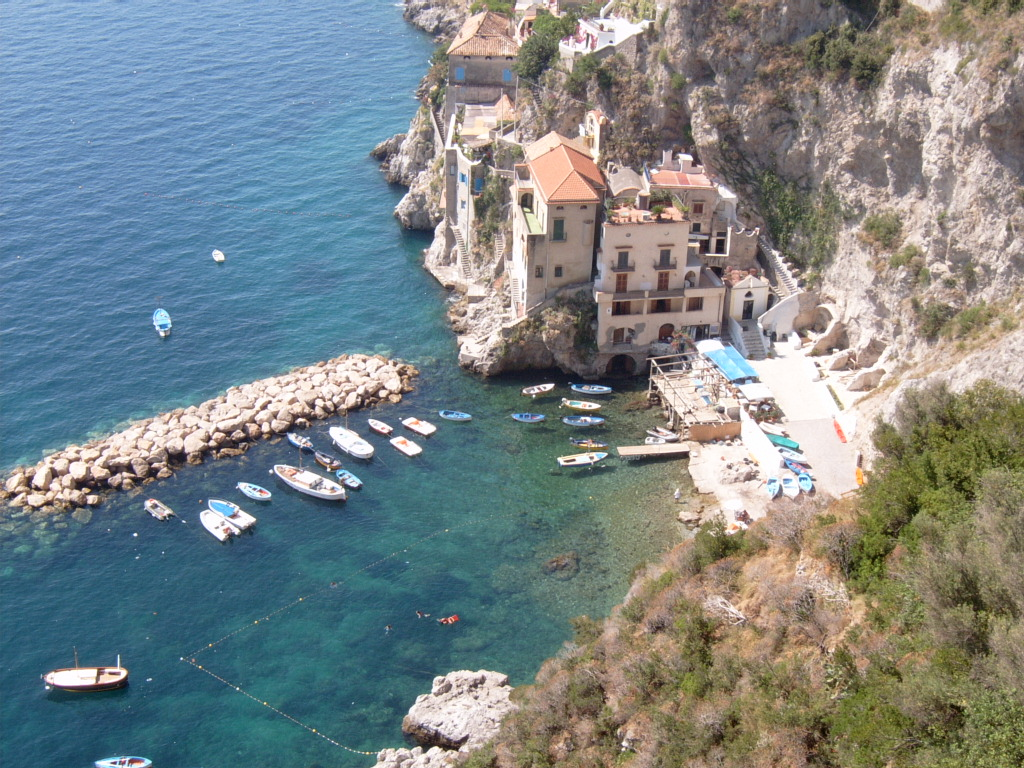
La Marina di Conca
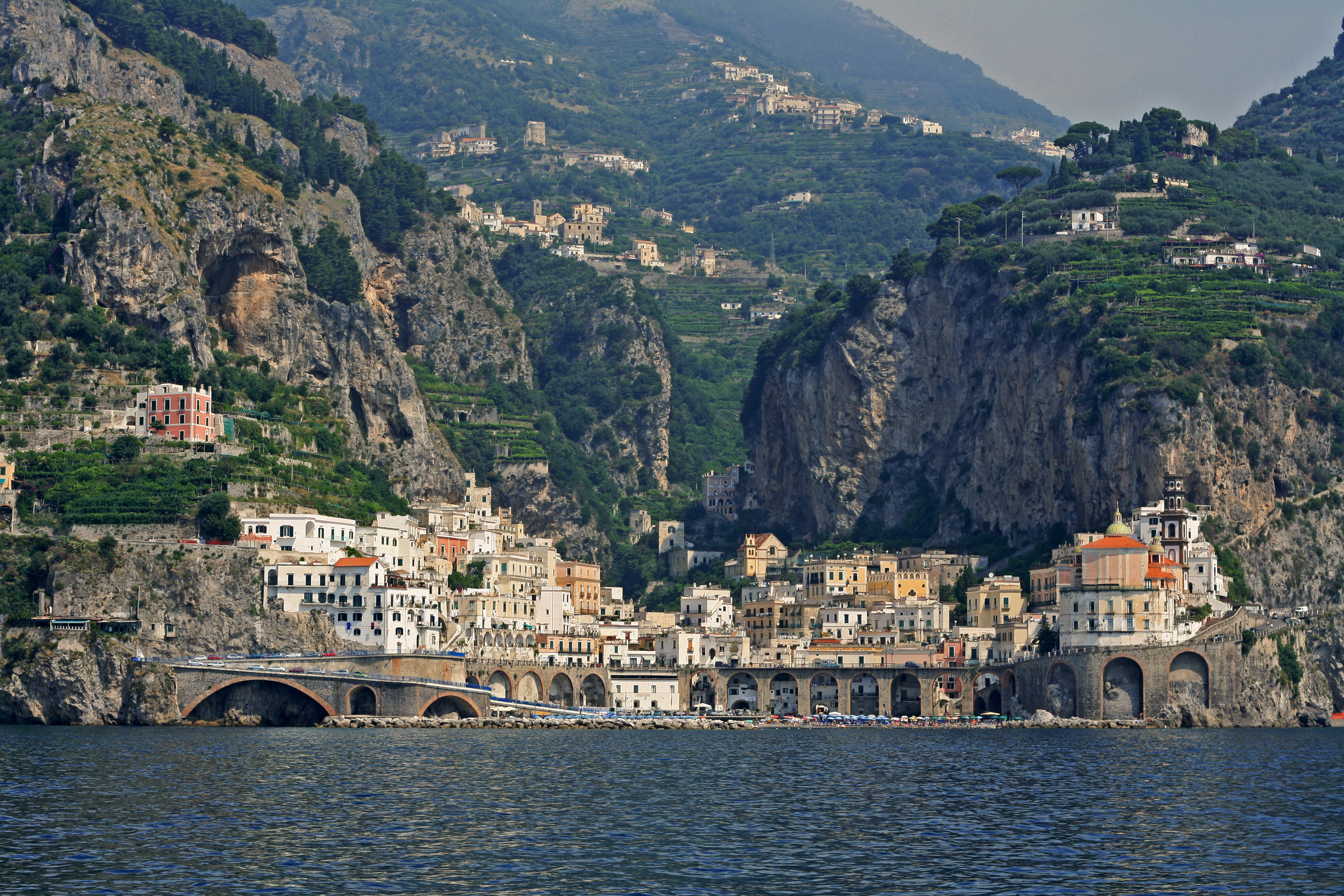
Atrani
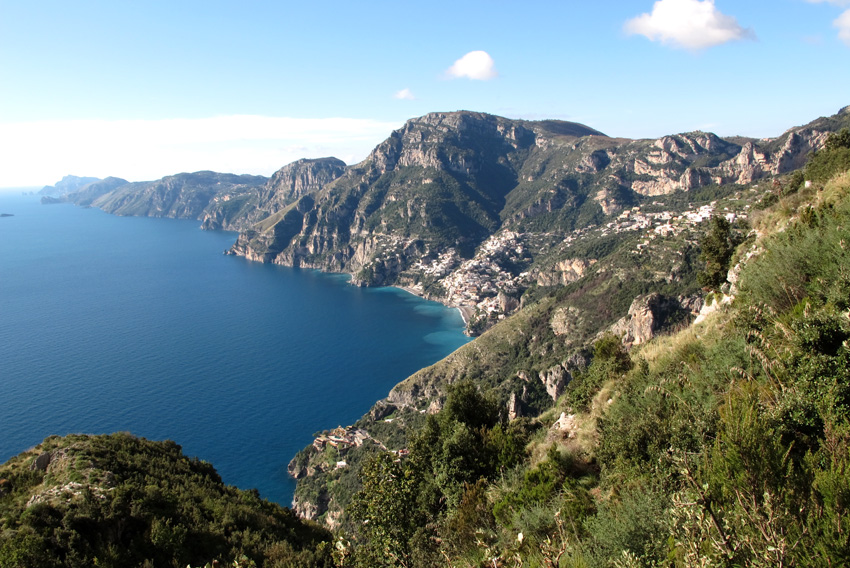
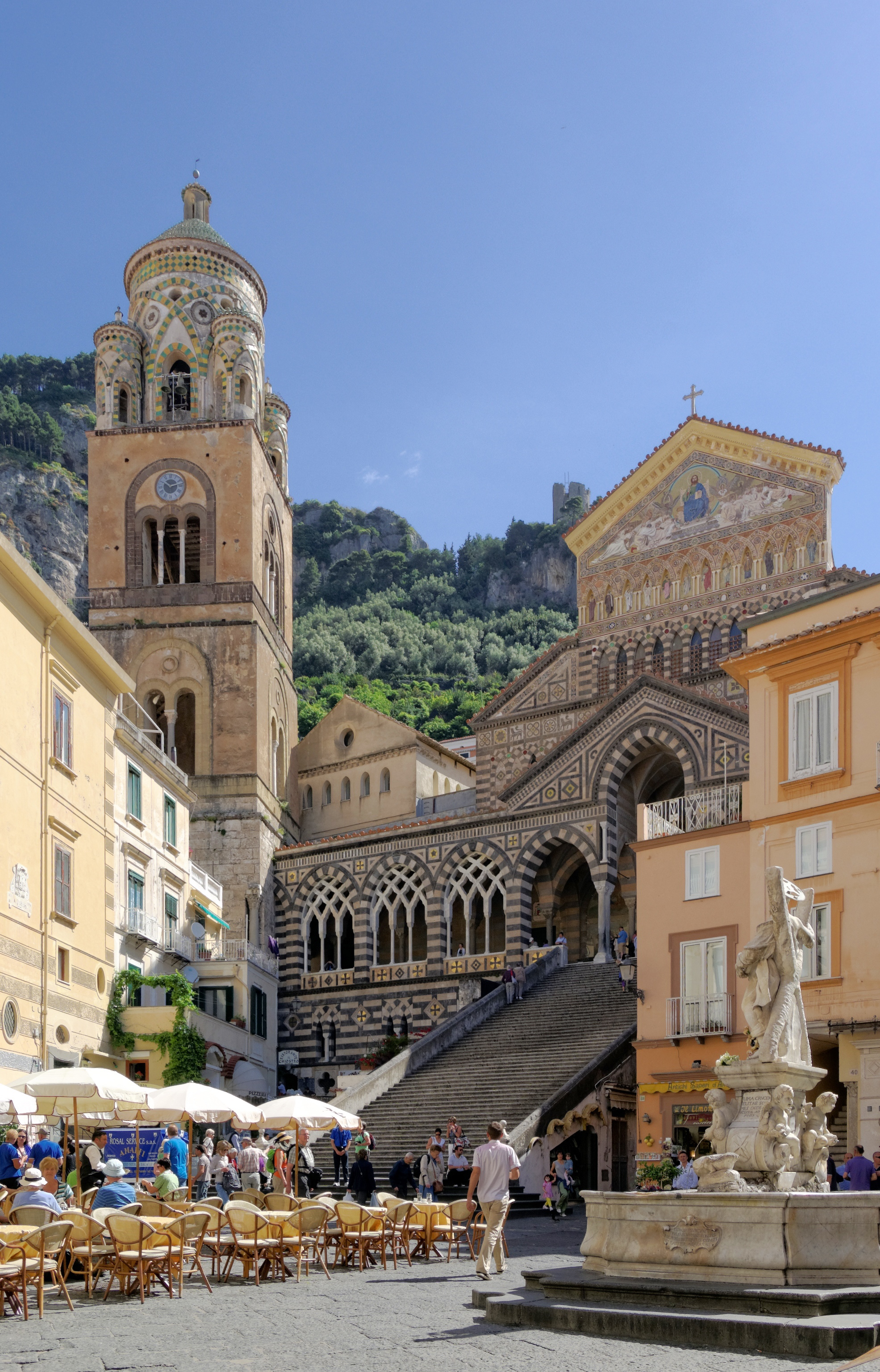
Az amalfi dóm